# Signills bur

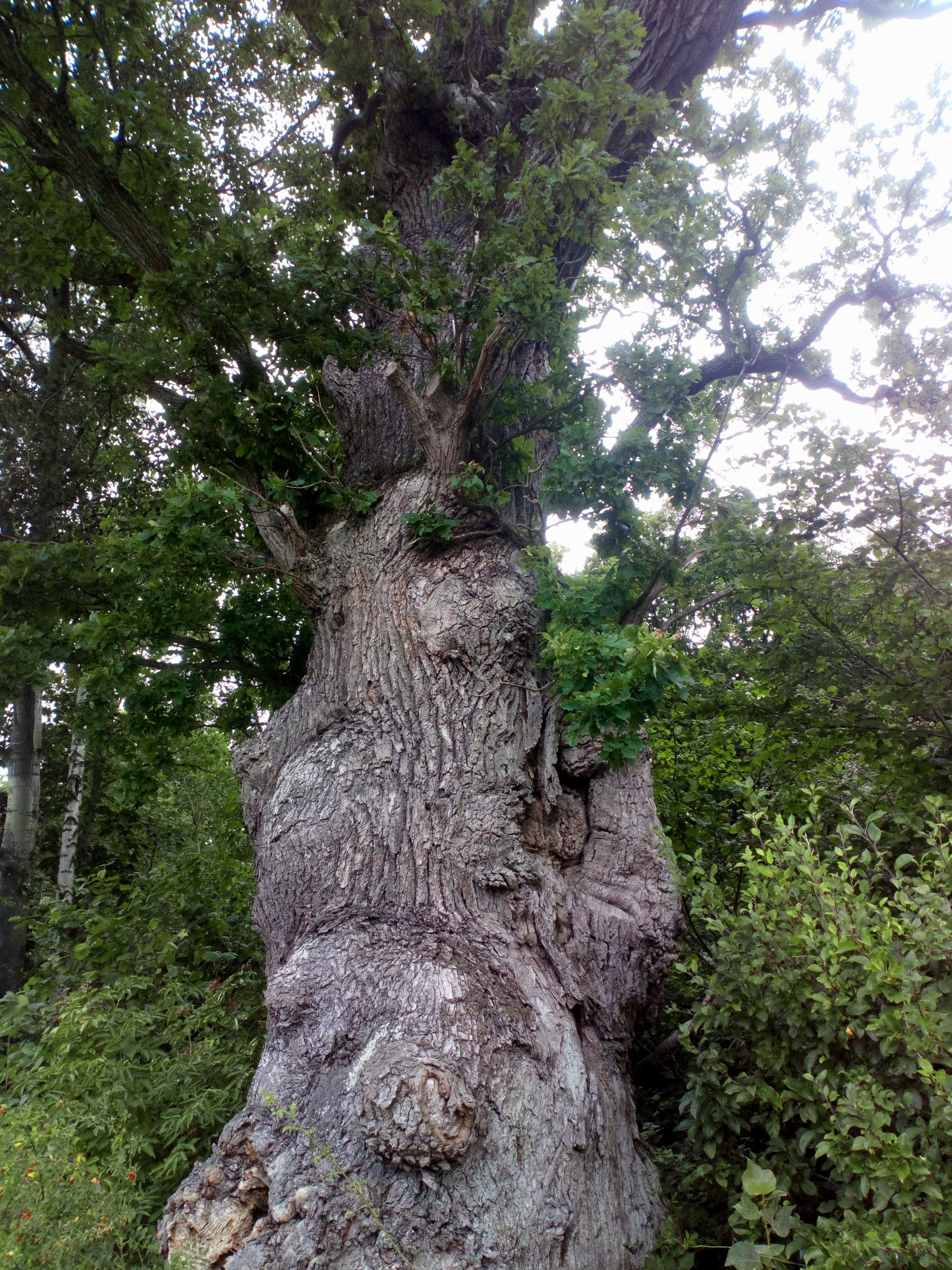
Hagbards ek i Ysane 2023

Signills bur eller Signildsbur  även Signeborg och Simlillebur är en större gravhög belägen på en ås i Ysane socken i omedelbar närhet till kyrkan. Högen är berömd på grund av den sägen som är knuten till den. Platsen kallas Lussabacken och där finns tre gravhögar från bronsåldern drygt 3 000 år gamla. Platsen är knuten till flera sägner den mest berömda om den olyckliga kärlekshistorien om Signe och Hagbard.

## Arnes undersökning av högen
Under sommaren 1920 undersöktes Signills bur av T. J. Arne. Gravmonumentet var då plundrat sedan lång tid tillbaka. Ett grävt insnitt i högen visade att denna bestod av ett inre röse med fotkedja, som hade täckts av ett rätt tunt sandlager med en urnegrav från yngre bronsåldern ovanpå. Före undersökningen kunde det tänkas, att högen kunde vara från folkvandringstiden, den epok som sagan troligen utspelade sig under. Medel för Arnes undersökningen hade insamlats av redaktör Per Persson i Sölvesborg. Högen är sedd från öster ett ståtligt fornminne 4,5  meter i höjd och närmare 30 meter i diameter. Den undre delen av högen är en naturlig sandås, och den av människor byggda högen är bara 19 meter i diameter och 2,15 meter hög. I det inre rösets i  västra kanten fanns under stenarna ett brandlager av en decimeters tjocklek med brända ben och nitar, spikar, en flintbit, en spiraltrådspärla och ornerade fragment av brons. Dessa kunde dateras till tiden omkring 800 e.Kr. Detta var en så kallad efterbegravning från järnåldern som kom till långt efter att högen byggdes. 
En rovgrävning närmare mitten i högen hade tidigare ägt rum. Arne hittade sydväst om mittpunkten på högen på en meters höjd över bottnen av högen ett lerkärl, en nål och en kniv av brons, som tolkades tillhöra en grav tillsammans. Av den döde fanns inget bevarat, och bara bottnen av en urna hittades men med en rakkniv med ett skaft i form av ett hästhuvud. Rakknivar är vanligen nedlagda i mansgravar så sannolikt var den begravde en man. Ett par meter längre in i högen, på 40 cm höjd från botten på högen, hittades en avbruten bronskniv, liggande ovanpå ett sandlager med kol jämte några få vita, brända ben. En andra grav från bronsåldern. Arne tolkade detta som att närmare högens mitt hade anlagts två gravar med kort mellanrum. Båda gravarna var anlagda under mitten av bronsåldern, och föremålen gör också att vi kan datera graven till period III i bronsåldern som infaller ca 1300-1100 f.Kr. Signills bur var alltså inga lämningar efter en kärlekssjuk prinsessa utan istället en 3000 år gammal gravhög. Arne nämner en 55 m från högen belägen, hustomtning med låga vallar men ägnar inte någon uppmärksamhet åt denna. Denna är dock av vikt för platsen historia

## Sägner om högen
Den mest spridda sagan som har knutits till Lussabacken är den olyckliga kärlekssagan mellan Signe och Hagbard. Vid landsvägen öster om högen stod en jättestor ek, Hagbards ek, det folkliga uttalet var ibland Hagbergs ek. Till denna är sägnen om Hagbards och Signes kärlek som trotsade döden knuten. I Signills bur mottog konung Sigars dotter Signe sin älskare och här brände hon sig inne med sina tärnor, när Hagbard hissades upp i galgen. Sagan berättades redan på 800-talet vid Harald Hårfagres hov. Saxo Grammaticus förevigade den i skrift på 1200-talet och den har blivit en vandringssägen som har återberättats och knutits till flera platser. Huvudpersonerna är Signe och Hagbard men deras namn har förvanskats lätt och finns med olika stavningar. Skådeplatsen för den tragiska kärlekshistorien har förlagts till Norge, Sverige och Danmark. I Sverige finns sägnen knuten till  Närke. Uppland och Halland förutom Blekinge. Habors galge finns i Asige socken i Halland,  i Håtuna socken, Uppland, minner Signhildsberg och Haborsvreten om de tu, och nära Segersjö i Lännäs socken, Närke, ligger graven  Haborsrösan.
Hagbard träffade Signes bröder ute på plundringståg. De stred som fiender och kampen slutade oavgjord då de beslutade att sluta fred med varandra. Han välkomnades till brödernas hem och mötte där Signe som han blev förälskad i. Signes far Sigar bevakade Signe som hölls inåst  i ett torn och bara umgicks med sina jungfrur. I Blekingen förlade man tornet  i folksägnen till den största av gravhögarna på Lussabacken och därför fick gravhögen namnet Signills bur. Hagbard lyckades förklädd till sköldjungfru (kvinnlig krigare), ta sig in i tornet. Signes tärnor förstod men Signe avfärdade dem. Signe och Hagbard kunde falla i varandras armar. Signe och Hagbard lovade trohet in i döden. Dog en av dem skulle den andre följa efter. En av Signes tärnor skvallrade och då Hagbard skulle gripas dog ett par av Signes bröder. Hagbard blev dömd till döden. Avrättningen av Hagbard skulle ske genom hängning i en ek som var synlig från tornet. Eken är den Hagbards ek som står kvar på andra sidan vägen bara  250 meter åt sydöst. Hagbard testade Signes trohet genom att be att man skulle hissa hans mantel i galgen, så att han kunde se hur hans hängning skulle te sig. Hagbards bödlar uppfyllde hans önskan och hissade upp manteln. Signes tjänarinnor hade uppsikt över eken och då de såg manteln i eken trodde de att Hagbard var hängd. Signe frågade sina tjänarinnorna om de ville följa henne i döden och  de svarade jakande och tände gemensamt eld på tornet och omkom i lågorna. Hagbard såg tornet i lågor, och kunde nöjd möta döden.
En annan sägen berättar om en man som passerade Lussabacken och mannen stoppade tre löv från backen i fickan. När han kom hem var löven förvandlade till tre penningar. Då han genast skyndade sig tillbaka till Lussabacken var löven borta. Liknande sägner berättar om nedgrävda skatter och väsen som vaktar skatterna. Ibland blir skatterna synliga men genom trolldom tar de sig då skepnader av mer alldagliga ting. Tar man med föremålen hämtar de sin riktiga form. Att kasta en bit järn över tingen kunde också avslöja deras rätta natur.
En piga som passerade Lussabacken drogs ner i marken av trollen som bor i backen. Trollen tvingade pigan att stjäla från gårdarna i trakten. Trollen kunde inte stjäla själva från kristna personer och pigan tvingades bli stöldombud. Omkring 250 meter åt sydöst står Hagbards ek. I närheten finns en berghäll, där fotavtrycken från den bergtagna pigan förr gick att se i stenhällen.

## En del av ett större landskap
Vid undersökningar inför E22:ans ombyggnad till motorväg väster om Lussabacken hittades en skärvstenshög vid Lussabackens nordvästra sluttning. Skärvstenar är eldpåverkade stenar som ofta har ansamlats i högar eller röse. Skärvstenshögar dateras till bronsåldern och har påvisats på boplatser och vid gravmiljöer. Skärvstenshögarnas tolkning är omstridd och de varierar från rester av matlagning i kokgropar till mer rituella sammanhang vid offer och begravningar. Fynd  och gravar inne i skärvstenshögarna är också vanliga. Ofta är fynden  keramik- eller flintbitar, brända ben av både människa och djur, knackstenar och löpare till malstenar. De flesta typerna av fynd återfinns ju också vid boplatserna, men kan också knytas till  begravningsritualer eller offer. Skärvstenshögen vid Lussabacken tolkades tillhöra ett rituellt sammanhang. Det finns inga kända boplatser i närheten och gravkomplexet på Lussabacken dominerar platsen. Inuti skärvstenshögen fanns en ring av stenar och ett par halvcirklar med sten inne i högen. Skärvstenshögen blev daterad till omkring 1400-1100 f.Kr. I området fanns härdar från period V-VI (cirka 900-500 f.Kr.). Möjligen har rituella aktiviteter på platsen även senare under bronsåldern.

## Ett återupptäckt kulthus?
Arne skriver om en husgrund 55 meter från gravhögen. Denna husgrund trodde man var borttagen men 2023 upptäcktes en cirka 30 meter lång och 11-12 meter bred anläggning knappa 60 meter öster om Lussabacken. Lämningen korsades av en traktorväg som skadat den. Flera viktiga gravfält från bronsåldern har kulthus. Ett tiotal andra platser är kända från Blekinge. Kulthusen ser ut som en oval stenvall och liknar förhistoriska husgrunder från järnåldern som finns på Öland och Gotland. Vid utgrävningar har man inte hittat takbärande stolpar i husen så kulthus är ett missvisande begrepp. I en del kulthus har man hittat begravningar, så möjligen har de också varit gravar. De har ofta setts ha en funktion i ritualer. Eftersom kulthuset inte är undersökt är det inte säkert daterat till men Lussabackens betydelse gör det sannolikt. Förutom kulthuset så finns andra försvunna lämningar nära Hagbards ek. En är hällen med fotavtrycken med sin offerkälla. 1916 fanns väster om Hagbards ek och utmed landsvägen en rad med resta stenar på 8 till 10 meters avstånd från varandra. En häll var nära 2 meter hög och bred. De övriga var mindre. Av dessa hällar finns inga spår kvar ovan mark.